# Gema Climent
Gema Climent (Sagunto, 1971) es una psicóloga española y emprendedora tecnológica especializada en el ámbito de la neuropiscología clínica. Es conocida por su trabajo en creación de test neuropsicológicos en realidad virtual y tratamientos en distracción activa y prevención del acoso escolar. Su investigación ha estado orientada a posibilitar la evaluación objetiva por medio de tecnologías innovadoras.

## Trayectoria
Climent realizó sus estudios de Licenciatura en Psicología en la Universidad de Valencia. Posteriormente, realizó estudios de Neuropsicología Clínica en la Universidad Autónoma de Barcelona y de Neuropsicología Infantil en la Universidad Internacional de La Rioja.
Durante su trayectoria como especialista en neuropsicología clínica ha participado en proyectos como responsable en residencias, en el ámbito forense judicial, y también en la evaluación y rehabilitación de daño cerebral. Ha trabajado en varias clínicas de referencia en España como especialista en la evaluación de trastornos neurológicos en niños y adultos.
Ha escrito más de 30 artículos científicos relacionados con esta área. Es autora de cuatro test de evaluación neuropsicológica: Aula (procesos atencionales en menores), Aquarium (procesos atencionales en adultos), Ice Cream (funciones ejecutivas) y Suite (procesos de memoria), de un sistema de prevención del bullying con el videojuego serio, Monité, junto a Daniel Nesquens, y de un sistema de distracción del dolor y manejo de la ansiedad, Isla Calma.
También ha colaborado en el diseño de videojuegos y aplicaciones tecnológicas, entre otros una aplicación para prevenir conductas machistas entre adolescentes. Ha sido ponente y docente en diversas universidades.
En 2008 fundó Nesplora, empresa especializada en tecnología y comportamiento que realiza evaluaciones cognitivas a través de la realidad virtual.
En 2020 se unió a Giuntipsy como directora de producto para crear nuevos test neuropsicológicos.

## Premios y reconocimientos
Como directora de investigación, desarrollo e innovación de Nesplora, Climent ha recibido diversos galardones de innovación y emprendimiento. 
En 2017 fue finalista del premio de la Unión Europea a la Mujer Innovadora, siendo considerada entre las 12 mujeres más innovadoras de Europa. También obtuvo el reconocimiento "Iñaki Goenaga" a la excelencia emprendedora, dentro de los Premios Toribio Echeverría.
En 2018 fue elegida por la revista Forbes como una de las 50 mujeres más influyentes en el ámbito de la tecnología en Europa, fue top 100 mujeres líderes en España en innovación,  y recibió  el premio Innova&Acción Award de la Universidad de Valencia.
En 2019 fue elegida como una de las diez mujeres europeas más importantes en el mundo tecnológico. La revista CEO Today la reconoció como una de las CEO más importantes del año.
Con Nesplora  obtuvo el WITSA Global Award por tecnología emergente en 2018. Nesplora también es considerada una de las 20 empresas más innovadoras del mundo en 2019.
Gema Climent fue invitada al Congreso de los Diputados en 2019 por su contribución a la ciencia e innovación en un evento especial con otras investigadoras dedicado a las mujeres premios Nobel.
Tiene su nombre  en The Names Dress, exposición del Museo Salvatore Ferragamo de Florencia.

## Ponencias principales
- I Jornada Estatal de Psicología y Tecnologías Emergentes (2018): "El futuro de la evaluación neuropsicológica" [17]

- Women in progress, jornadas sobre tecnología en femenino organizadas por El Correo (2017):  "El papel de la mujer en el sector tecnológico" [18]

- La revolución tecnológica, ¿un factor clave en la recuperación? en Y después qué (2020):  "El papel de la mujer en el sector tecnológico" [19]

- eHealth Bilbao (2020): "Evaluación de la conducta con realidad virtual" [20]

## Publicaciones científicas destacadas

### Artículos en revistas indexadas
- Climent-Martínez, G., Luna-Lario, P., Bombín-González, I., Cifuentes-Rodríguez, A., Tirapu-Ustárroz, J., & Díaz-Orueta, U. (2014). Evaluación neuropsicológica de las funciones ejecutivas mediante realidad virtual. Rev Neurol, 58(465), 75.
- Climent, G., Rodríguez, C., García, T., Areces, D., Mejías, M., Aierbe, A., ... & Feli González, M. (2021). A New virtual reality tool (Nesplora Aquarium) for assessing attention and working memory in adults: A normative study. Applied Neuropsychology: Adult, 28(4), 403-415.
- Díaz-Orueta, U., Climent, G., Cardas-Ibáñez, J., Alonso, L., Olmo-Osa, J., & Tirapu-Ustárroz, J. (2016). Evaluación de la memoria mediante realidad virtual: presente y futuro. revista de Neurología, 62(2), 75-84.
- Bombín-González, I., Cifuentes-Rodríguez, A., Climent-Martínez, G., Luna-Lario, P., Cardas-Ibáñez, J., Tirapu-Ustárroz, J., & Díaz-Orueta, U. (2014). Validez ecológica y entornos multitarea en la evaluación de las funciones ejecutivas. Rev Neurol, 59(2), 77-87.
- Iriarte, Y., Díaz-Orueta, U., Cueto, E., Irazustabarrena, P., Banterla, F., & Climent, G. (2016). AULA—Advanced virtual reality tool for the assessment of attention: Normative study in Spain. Journal of Attention Disorders, 20(6), 542-568.
- Díaz-Orueta, U., Banterla, F., & Climent, G. (2014). Isla Calma: Realidad virtual para la distracción del dolor y la ansiedad en el afrontamiento del miedo al dentista. Ansiedad y estrés, 20.
- Camacho-Conde JA, Legarra L, Bolinches VM, Cano P, Guasch M, Llanos-Torres M, Serret V, Mejías M, Climent G. Assessment of Attentional Processes in Patients with Anxiety-Depressive Disorders Using Virtual Reality. Journal of Personalized Medicine. 2021; 11(12):1341. https://doi.org/10.3390/jpm11121341
- José Antonio Camacho-Conde & Gema Climent (2022) Attentional profile of adolescents with ADHD in virtual-reality dual execution tasks: A pilot study, Applied Neuropsychology: Child, 11:1, 81-90, DOI: 10.1080/21622965.2020.1760103

### Libros o monografías
- Climent-Díaz Orueta (2022) Manual Suite. Giunti Nesplora
- Climent-Tirapu (2021) Manual Ice cream. Giunti-Nesplora.
- Gema Climent (2018) Manual Nesplora/Aquarium.
- Climent et al. (2015) Monité Raining planet. Guías para el manejo del videojuego y cuaderno de actividades. Monité sistema. Nesplora
- Climent, Banterla (2012) Isla Calma. Todos tus sentidos en otro lugar. Manual Isla Calma. Nesplora.
- Climent, Banterla (2011) Manual Aula Nesplora. Evaluación de los procesos atencionales.